# Aeroportul Sorocaba
Aeroportul Sorocaba (IATA: SOD, ICAO: SDCO) este un aeroport din São Paulo, Brazilia ce deservește zona Sorocaba. Aeroportul a fost tranzitat în 2021 de 4 pasageri. A fost numit după zona deservită.
Situat la o altitudine de 633 m, aeroportul dispune de 1 pistă. Este operat de Departamento Aeroviário do Estado de São Paulo⁠(d).

## Infrastructură

### Piste
Aeroportul dispune de o singură pistă. Pista 18/36 are suprafața de asfalt și dimensiunile 1.480 m × 30 m. 